# 魏良貴
魏良貴（1503年—？），字師孟，號及齋，江西南昌府新建縣人，民籍，明朝政治人物。

## 生平
早年與從兄魏良政、魏良器一同求學於王守仁。嘉靖四年（1525年）乙酉科江西鄉試第三十四名舉人，十四年（1535年）中式乙未科會試第二百七十二名，三甲第一百七十三名進士。任寧波府知府，升山東按察司副使、兵備蘇松，三十三年（1554年）十二月升山東右布政使，三十五年（1555年）三月升廣東左布政使，三十七年（1558年）任南京都察院右副都御史、提督操江，被御史徐仲楫論劾，詔命回籍聽勘。

## 家族
曾祖魏重鋐；祖父魏默，光澤縣知縣；父魏棨，福建右布政使。母熊氏（封孺人）。永感下。兄魏良輔，山東左布政使。